# Hoelun
Hoelun, o Hö'elün (... – 1208), è stata matriarca del clan reale mongolo in quanto moglie di Yesugei e madre di Gengis Khan.

## Biografia
Appartenente al gruppo tribale degli Olkhunut aveva sposato in gioventù Chiledu, un guerriero membro della tribù dei Merkit. Yesugei, capo clan dei Kyiad e nemico dei Merkit, in una incursione aveva rapito Hoelun e ne aveva fatto la propria moglie. In seguito divenne la sua moglie principale a capo delle altre mogli. Dopo la morte del marito ucciso dai Merkit, affrontò l'ostracismo della tribù che non intendeva accettare un capo troppo giovane come era Temujin all'epoca. Negli anni che seguirono Hoelun e la famiglia vissero come poveri nomadi; la matriarca ebbe così occasione di educare i figli più ai principi di giustizia ed al pensiero riflessivo che non alle arti guerresche.

## Discendenza
Ebbe 5 figli naturali:
- Temudjin, poi Gengis Khan
- Djuci Khasar
- Khadjiun
- Temüge, il minore
- Temulin, l'unica femmina, poi sposo' Butu Khan degli Ikeres

e 4 figli adottivi:
- Küchü, del gruppo tribale Merkit
- Siki Küdüchü, del gruppo tribale Merkit
- Boroul, del gruppo tribale Djurkin e fedele seguace di Temudjin
- Kököchü, del gruppo tribale Besud, potente sciamano detto Teb-Tenggeri (Gran Celeste) messo a morte da Gengis Khan nel 1206 per la crescente importanza assunta.